# Wellucken
Wellucken ist ein Gemeindeteil des Marktes Neunkirchen am Brand im Landkreis Forchheim (Oberfranken, Bayern).

## Geografie
Der Weiler liegt im Erlanger Albvorland, etwa drei Kilometer westnordwestlich von Neunkirchen am Brand.

## Geschichte
Wellucken wurde 1318 zum ersten Mal urkundlich erwähnt. Bis zum Beginn des 19. Jahrhunderts unterstand der Ort der Landeshoheit des Hochstifts Bamberg. Die Vogtei über das einzige Anwesen des Ortes übte das Amt Neunkirchen als Vogteiamt aus. Auch die Hochgerichtsbarkeit stand diesem Amt als Centamt zu. Es hatte als Kastenamt zudem die Grundherrschaft über die damalige Einöde. Wellucken ist nach der katholischen Pfarrei Neunkirchen am Brand gepfarrt.
Als das Hochstift Bamberg infolge des Reichsdeputationshauptschlusses 1802/03 säkularisiert und unter Bruch der Reichsverfassung vom Kurfürstentum Pfalz-Baiern annektiert wurde, wurde Wellucken ein Teil der bei der „napoleonischen Flurbereinigung“ entstandenen neubayerischen Gebiete.
Durch die Verwaltungsreformen im Königreich Bayern zu Beginn des 19. Jahrhunderts wurde Wellucken mit dem Zweiten Gemeindeedikt 1818 ein Teil der Ruralgemeinde Dormitz. Bereits mehr als ein Jahrzehnt vor der Gebietsreform in Bayern wurde Wellucken zusammen mit Ebersbach 1960 in den Markt Neunkirchen am Brand umgemeindet.

## Verkehr
Zu dem Ort führt eine von der von Marloffstein nach Ebersbach führenden Gemeindeverbindungsstraße abzweigende Stichstraße. Vom ÖPNV wird der Weiler nicht bedient, der nächstgelegene Bahnhof an der Bahnstrecke Nürnberg–Bamberg befindet sich in Baiersdorf.

## Baudenkmäler
In Wellucken befindet sich ein denkmalgeschütztes Bauernhaus.